# Kanton Amiens-6
Der Kanton Amiens-6 ist seit 2015 ein französischer Wahlkreis für die Wahl des Départementrats im Département Somme in der Region Hauts-de-France. Er umfasst sechs Gemeinden im Arrondissement Amiens, sein Bureau centralisateur befindet sich in Amiens.

## Gemeinden
Der Kanton besteht aus sechs Gemeinden und Gemeindeteilen mit insgesamt 29.152 Einwohnern (Stand: 1. Januar 2022) auf einer Gesamtfläche von 49,28 km²:
| Gemeinde          | Einwohner 1. Januar 2022 | Fläche km² | Dichte Einw./km² | Code INSEE | Postleitzahl        |
| ----------------- | ------------------------ | ---------- | ---------------- | ---------- | ------------------- |
| Amiens            | 23.904                   | 5,58       | 4.284            | 80021      | 80000, 80080, 80090 |
| Dury              | 1.448                    | 10,99      | 132              | 80261      | 80480               |
| Hébécourt         | 559                      | 5,04       | 111              | 80424      | 80680               |
| Rumigny           | 623                      | 7,83       | 80               | 80690      | 80680               |
| Sains-en-Amiénois | 1.200                    | 9,92       | 121              | 80696      | 80680               |
| Saint-Fuscien     | 1.418                    | 9,92       | 143              | 80702      | 80680               |
| Kanton Amiens-6   | 29.152                   | 49,28      | 592              | 8011       | –                   |

1. ↑   Nur der südliche Teil der Gemeinde, der Rest verteilt sich auf die Kantone Amiens-1, Amiens-2, Amiens-3, Amiens-4, Amiens-5 und Amiens-7.